# کانا (باگاسی)
کانا شهری در شهرستان باگاسی در استان باله در بورکینافاسوی جنوبی است و جمعیت آن ۷۶۳ نفر است.